# Cantone di Solesmes
Il Cantone di Solesmes era una divisione amministrativa dell'arrondissement di Cambrai.
È stato soppresso a seguito della riforma complessiva dei cantoni del 2014, che è entrata in vigore con le elezioni dipartimentali del 2015.
Comprendeva i comuni di:
- Beaurain
- Bermerain
- Briastre
- Capelle
- Escarmain
- Haussy
- Montrécourt
- Romeries
- Saint-Martin-sur-Écaillon
- Saint-Python
- Saint-Vaast-en-Cambrésis
- Saulzoir
- Solesmes
- Sommaing
- Vendegies-sur-Écaillon
- Vertain
- Viesly